# Плавание на летних Олимпийских играх 1980 — 800 метров вольным стилем (женщины)
Соревнования по плаванию вольным стилем на дистанции 800 метров среди женщин на летних Олимпийских игр 1980 года проходили в субботу, 26 июля, в бассейне спорткомплекса «Олимпийский» в Москве.
В соревнованиях приняли участие 14 спортсменок, представлявших 9 Национальных олимпийских комитетов. СССР и ГДР были представлены тремя пловчихами (все они участвовали в финале), от Австралии выступали два человека, а от Бельгии, Великобритании, Греции, Италии, Нидерландов и Швейцарии — по одному. Все 14 спортсменок на момент соревнований были моложе 20 лет.
В соревнованиях не принимала участие рекордсменка мира 17-летняя австралийка Трэйси Уикем, которая вынуждена была временно уйти из плавания. В 1978 году именно Уикем отобрала мировой рекорд у Мишель Форд и стала чемпионкой мира на этой дистанции в Западном Берлине. Сильные американские пловчихи (в частности, Ким Лайнхен, которая на чемпионате США в те же дни показала результат 8:27,86) не смогли принять участие в Играх в Москве из-за бойкота.
В предварительном заплыве Хайке Дене из ГДР установила новый олимпийский рекорд, на секунду с небольшим превзойдя достижение Петры Тюмер 4-летней давности (тогда на Играх в Монреале Тюмер победила с новым мировым рекордом). В финальном заплыве Мишель Форд достаточно уверенно опередила соперниц, показав результат 8:28,90, который стал новым олимпийским рекордом (все три призёра проплыли быстрее олимпийского рекорда Дене), но был на 4 с лишним секунды хуже мирового рекорда Уикем (который был побит только в 1987 году).
800 метров вольным стилем стала всего лишь одной из двух дисциплин на Играх в Москве, в которой восточногерманские пловчихи не смогли выиграть золото (на 200-метровке брассом победила советская пловчиха). Остальные 11 дисциплин выиграли немки.

## Медалисты
| Золото                | Серебро       | Бронза         |
| Мишель Форд Австралия | Инес Дирс ГДР | Хайке Дене ГДР |

## Рекорды
Данные приведены на начало Олимпийских игр.
| Мировой рекорд     | Трэйси Уикем (Австралия) | 8:24,62 | Эдмонтон, Канада | 5 августа 1978 года |
| Олимпийский рекорд | Петра Тюмер (GDR)        | 8:37,14 | Монреаль, Канада | 25 июля 1976 года   |

## Результаты

### Предварительные заплывы
В финал отбирались восемь пловчих, показавших лучший результат вне зависимости от занятого места в заплыве. Зелёным выделены вышедшие в финал спортсменки.

#### Заплыв 1
| Место | Спортсменка        | НОК     | Время      |
| ----- | ------------------ | ------- | ---------- |
| 1     | Хайке Дене         | ГДР     | 8:36,09 OR |
| 2     | Ирина Аксёнова     | СССР    | 8:44,42    |
| 3     | Паскаль Вербаувен  | Бельгия | 8:45,12    |
| 4     | Оксана Комиссарова | СССР    | 8:45,80    |
| 5     | Елена Иванова      | СССР    | 8:47,33    |
| 6     | Роберта Фелотти    | Италия  | 8:58,54    |

| Место | Спортсменка     | НОК            | Время   |
| ----- | --------------- | -------------- | ------- |
| 1     | Инес Дирс       | ГДР            | 8:40,29 |
| 2     | Мишель Форд     | Австралия      | 8:42,36 |
| 3     | Инес Гайсслер   | ГДР            | 8:46,96 |
| 4     | Розмари Браун   | Австралия      | 8:49,47 |
| 5     | Жаклин Уиллмотт | Великобритания | 8:50,51 |
| 6     | Регги де Йонг   | Нидерланды     | 8:54,49 |
| 7     | София Дара      | Греция         | 9:02,37 |
| 8     | Николь Шрепфер  | Швейцария      | 9:15,11 |

### Финал
| Место | Спортсменка        | НОК       | Время      |
| ----- | ------------------ | --------- | ---------- |
| 1     | Мишель Форд        | Австралия | 8:28,90 OR |
| 2     | Инес Дирс          | ГДР       | 8:32,55    |
| 3     | Хайке Дене         | ГДР       | 8:33,48    |
| 4     | Ирина Аксёнова     | СССР      | 8:38,05    |
| 5     | Оксана Комиссарова | СССР      | 8:42,04    |
| 6     | Паскаль Вербаувен  | Бельгия   | 8:44,84    |
| 7     | Инес Гайсслер      | ГДР       | 8:45,28    |
| 8     | Елена Иванова      | СССР      | 8:46,45    |